# District de Lamballe
Le district de Lamballe est une ancienne division territoriale française du département des Côtes-du-Nord de 1790 à 1795.
Il était composé des cantons de Lamballe, Jugon, Landehen, Matignon, Moncontour, Plédéliac et Pleneuf.